# 管觸鬚下綱

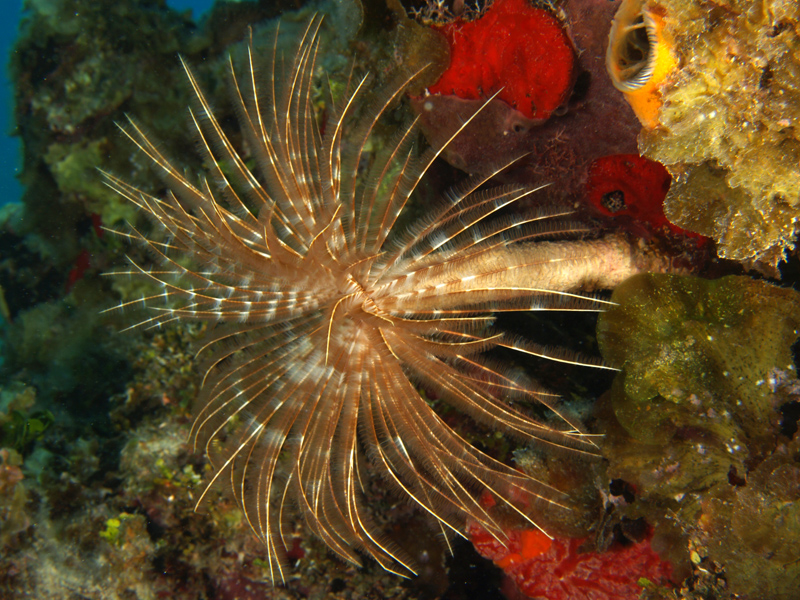
Sabellastarte magnifica, magnificent feather duster worm

管觸鬚下綱（學名：Canalipalpata），舊作管觸鬚目，是環節動物多毛綱之下的一個分類元，下領31個科。
管觸鬚下綱的物種均沒有牙或下顎，當中大部分均為濾食性動物。觸肢有開槽，外有纖毛覆蓋。這些纖毛用於將食物顆粒輸送到口部。然而，鬚腕科物種的纖毛和開槽在進化過程中已經消失。

## 分類
根據WoRMS，管觸鬚下綱主要包括下列三個目，牠們原來都是管觸鬚目之下的三個亞目：
纓鰓蟲目（Sabellida）：有六個科，分別如下：
- 豆纓蟲科 Fabriciidae Rioja, 1923
- 欧文虫科 Oweniidae Rioja, 1917：2属4种
- 帚毛虫科 Sabellariidae Johnston, 1865：2亚科5属13种
- 缨鳃虫科 Sabellidae Latreille, 1825：2亚科20属64种
- 龍介蟲科 Serpulidae Rafinesque, 1815：3亚科23属98种
- 西伯加蟲科 Siboglinidae Caullery, 1914

海稚虫目 (Spionida）：有一個亞目：Spioniformia亞目 sensu Rouse & Fauchald, 1997
- Apistobranchidae Mesnil & Caullery, 1898hdyj
- Longosomatidae Hartman, 1944
- 长手沙蚕科 Magelonidae Cunningham & Ramage, 1888）
- Poecilochaetidae Hannerz, 1956
- 海稚虫科 Spionidae Grube, 1850）
- Trochochaetidae Pettibone, 1963
- Uncispionidae Green, 1982

蛰龙介目 （Terebellida））
- 顶须虫科 Acrocirridae Banse, 1969：有時被歸入Spionida亞目
- 阿尔文虫科 Alvinellidae
- 双栉虫科 Ampharetidae [11]
- Chloraemidae Quatrefages, 1849：WoRMS認為是扇毛虫科（Flabelligeridae）的同種異名。
- 丝鳃虫科 Cirratulidae Carus, 1863）：有時被歸入Spionida亞目
- Ctenodrilidae ：有爭議，有時被歸入獨立的Ctenodrilida亞目。
- Fauveliopsidae Hartman, 1971：WoRMS認為是Flabelligeridae的同種異名。
- 扇毛虫科 Flabelligeridae de Saint-Joseph, 1894，有時被歸入獨自的Flabelligerida亞目。
- Flotidae Buzhinskaya, 1996 [12][13]：WoRMS認為是Flabelligeridae的同種異名[14][15]。
- 笔帽虫科 Pectinariidae
- 坡虫科 Poeobiidae Heath, 1930：WoRMS認為也是Flabelligeridae的同種異名[16]，亦有其他文獻放在獨自的亞目裡[13]。
- 不倒翁蟲科 Sternaspidae Carus, 1863，有時被歸入Sternaspida亞目）
- 蟄龍介科 Terebellidae
- 三鳃虫科 Trichobranchidae

- 其他目地位未定的物種，（例如：囊鬚蟲科），泛稱原始環蟲類。